# 시어도어 아이본 도널드 클라인
시어도어 아이본 도널드 클라인(Theodore Eibon Donald Klein. 1947 - ) 은 미국의 공포소설 작가이자 편집자이다.
클라인은 아주 적은 수의 작품만을 출판했지만, 모든 작품이 정교한 구조와 공포의 은근한 구사로써 호평을 받았다. S. T. 조시는 "25년에 가까운 작가생활 동안, 클라인은 자기 이름으로 단 두 권의 책과 몇 개의 단편만을 내놓았지만, 그가 이룬 업적은 상업적으로 훨씬 더 성공한 동시대의 다른 작가들 머리 위로 우뚝 솟아올라 있다"고 했다. (Joshi, 114)

## 이력
클라인은 뉴욕 시에서 태어나 자랐고, 브라운 대학에서 수학했는데 여기서 그는 H. P. 러브크래프트의 팬이 되었다. 창간 직후인 1981부터 1985년까지 잡지 Twilight Zone의 편집자였고, 1991년부터 1993년까지 잠깐 간행되었던 실제범죄를 다룬 잡지 CrimeBeat의 편집자로도 활동했다.
그가 자기 이름에 클라크 애쉬튼 스미스의 작품에 나오는 하이퍼보리아의 마법사 이름인 "아이본"을 덧붙여서, H. P. 러브크래프트나 M. R. 제임스 같은 식으로 서명란에 자기 이름의 약어를 쓰면 자신의 애칭인 "테드Ted"가 된다.

## 작품활동
그가 처음으로 주목받게 된 것은 중편 〈포로스 농장에서 있었던 일〉(The Events at Poroth Farm) (1972)인데, 이 작품은 인적이 드문 시골에 내려가 다음 학기에 강의할 공포소설을 읽던 대학교 시간강사가 진짜 초자연적인 공포가 자신의 주위에서 일어나고 있다는 것을 서서히 깨닫게 된다는 내용이었다. 이 작품에서 주목할 것은 자신이 읽고 있는 작품(찰스 로버트 머투린, 앤 래드클리프, 몽크 루이스, 르 파누, 브램 스토커, 알레이스터 크롤리, 그리고 셜리 잭슨 등등)에 대한 주인공의 반응이 초자연적인 위협에 대한 인상과 맞물리게 배치한 작가의 교묘한 솜씨이다.
1984년 클라인은 《의식》(The Ceremonies)이라는 장편을 출판한다. 이 작품에서는 앞서의 중편의 기본적인 플롯을 그대로 사용하면서도 훨씬 더 확장된 규모의 결말로 끝을 맺는데, 이번에 초자연적인 위협은 한 개인이나 공동체의 차원이 아니라 전 세계적인 규모로 확대된다. 문학적인 측면에서 탁월하고 지적이며 분위기 있는 작품인 《의식》은 아서 매컨의 단편 <The White People>에 나오는 미스터리들로부터 아이디어를 얻은 다음 상상력을 발휘해서 이야기를 전개한 작품이다. 두 번째 장편인 《밤의 도시Nighttown》는 클라인이 곧 출판된다고 이야기했음에도, 아직까지 나오지 않고 있다.
1985년 클라인은 중편집 《암흑신들》(Dark Gods)를 출판한다. Dark Forces라는 앤솔로지에 처음 발표되었던 작품으로, 뉴욕 시의 지하세계에 숨어서 살고 있는 악의적인 괴물 인류를 다룬 〈그 나라의 본 자손들〉(Children of the Kingdom), 잘나가는 중산계층 부부의 집들이를 파국으로 몰고가는 한 미치광이의 기괴한 "애완동물"에 관한 작품인 〈페티〉(Petey), 러브크래프트의 전통을 이어받은 작품을 쓰는 늙은 공포소설 작가(프랭크 벨냅 롱이 모델이다)가 무시무시한 쵸쵸 족의 비밀을 알게 된다는 〈나팔부는 흑인〉(Black Man with a Horn), 자신이 어렸을 때 쓴 시가 사악한 신을 불러내는 주문으로 사용되었다는 걸 알게 된 한 남자에 관한 이야기인 〈네이들먼의 신〉(Nadelman's God)과 같은 네 편의 중편이 수록되어 있다.
한편 클라인은 아시아 아르젠토와 파이퍼 로리가 주연한 다리오 아르젠토 감독의 1993년 영화 《트라우마》(Trauma)의 각본을 쓰기도 했다.
클라인은 공포소설에 관한 두 편의 문학비평을 썼다. 잡지 Twilight Zone에 기고한 연재물인 〈닥터 밴 헬싱의 유령이야기를 위한 휴대용 가이드〉(Dr. Van Helsing's Handy Guide to Ghost Stories)와, 원래 Writer's Digest지에 기고하기 위해 쓴 〈재미도 보고 돈도 버는 공포소설 쓰기〉(Raising Goosebumps for Fun and Profit)가 그것이다. 클라인 자신의 작품에 대한 비평은 S. T. 조시의 평론서 《현대의 공포소설》(The Modern Weird Tales)에 나온다.
클라인 스스로는 자신이 과작가인 이유를 창조력의 고갈로 인해 작가로서의 장벽(writer's block)에 부딪혔기 때문이라고 설명한다. 1985년에 책 Faces of Fear를 쓰는 과정에서 인터뷰를 할 때, 그는 다음과 같이 말했다. "전 글을 안 쓸 수만 있다면 무슨 짓이든지 할 사람이죠, 무슨 짓이든지."

## 작품목록

### 장편
- The Ceremonies (Viking 1984, Bantam 1985, Pan (UK) 1985)

### 중편집
- Dark Gods (Viking 1985, Bantam 1986, Pan (UK) 1987)

### 단편집
- Reassuring Tales (forthcoming from Subterranean Press)

### 챕북
- Raising Goosebumps for Fun and Profit (Footsteps Press 1989)
- The Events at Poroth Farm (Necronomicon Press 1990)

### 중단편
- The Events at Poroth Farm (From Beyond the Dark Gateway #2, December 1972)
- S.F. (The Year's Best Horror Stories: Series III, ed. Richard Davis, DAW 1975)
- Petey (Shadows 2, ed. Charles L. Grant, Doubleday 1979, Berkley 1984)
- Children of the Kingdom (Dark Forces, ed. Kirby McCauley, Viking 1980, Bantam 1981, *Macdonald
- Camera Shy (sold to Close-Up Polaroid Corp., 1980, but was not published at that time)
- Nadelman's God (Dark Gods, Viking 1985)
- Well-Connected (as "Hagendorn's House") (Country Inns, Spring 1987)
- They Don't Write 'em Like This Anymore (Pulp Magazine, March 1989)
- Ladder (Borderlands, ed. Thomas F. Monteleone, Avon 1990)
- One Size Eats All (Outside Kids, Summer 1993)
- Curtains for Nat Crumley (Gahan Wilson's The Ultimate Haunted House, ed. Gahan Wilson, HarperPrism 1996)
- Growing Things (999: New Stories of Horror and Suspense, ed. Al Sarrantonio, Avon 1999)